# Salomon Lefmann
Salomon Lefmann (Telgte, 25 dicembre 1831 – Heidelberg, 14 gennaio 1912) è stato un filologo tedesco.

## Biografia
Studiò presso la scuola ebraica della sua città natale, al seminario e all'accademia di Münster e alle università di Heidelberg, Berlino e Parigi (Ph.D., Berlino, 1864). Nel 1866 divenne privat-docent del sanscrito a Heidelberg, dove in seguito divenne professore associato (1870) e professore onorario (1901).
- De Aristotelis in Hominum Educatione Principiis, Berlin, 1864.
- August Schleicher: Skizze, Leipzig, 1870.
- Lalita Vistara, Halle, 1883, 1902.
- Geschichte des Alten Indiens, Berlin, 1879–90; 2ª edizione, 1898.
- Franz Bopp: sein Leben und seine Wissenschaft 2 vol., Berlin, 1891–97.[2]

Attraverso la sua opera "Ueber Deutsche Rechtschreibung" e "Zur Deutschen Rechtschreibung" (in "Münchner Allgemeine Zeitung", 1871, nn. 136, 209, 274) Lefmann prese parte al movimento per l'istituzione di un sistema uniforme di compitazione in tedesco. Partecipò anche alla scrittura di Allgemeine Geschichte in Einzeldarstellungen, un'opera storica, realizzata da un gruppo di scrittori tedeschi, coordinati da Wilhelm Oncken.